# VIII Giochi paralimpici invernali
Gli VIII Giochi paralimpici invernali si sono disputati a Salt Lake City (Stati Uniti d'America) dal 7 al 16 marzo 2002. Vi hanno partecipato un totale di 416 atleti provenienti da 36 nazioni. È stata la prima edizione dei Giochi paralimpici invernali ad essere ospitata nel continente americano.
In quest'edizione hanno debuttato paesi come Andorra, Cile, Cina, Croazia, Grecia e Ungheria. Ragnhild Myklebust, norvegese, con le cinque medaglie d'oro vinte nello sci e biathlon è diventato l'atleta di maggior successo delle paralimpiadi invernali di tutti i tempi con 22 medaglie, 17 delle quali d'oro.

## I Giochi

### Discipline
I giochi consistevano in quattro discipline di tre sport.
- Sci alpino
- Hockey su slittino
- Sci nordico
  -  Biathlon
  -  Sci di fondo

## Medagliere
I primi 10 CPN per numero di medaglie d'oro sono elencati di seguito. La nazione ospitante (Stati Uniti d'America) viene evidenziata in viola.
| Posizione | Paese         |    |    |    |     |
| --------- | ------------- | -- | -- | -- | --- |
| 1         | Germania      | 17 | 1  | 15 | 33  |
| 2         | Stati Uniti   | 10 | 22 | 11 | 43  |
| 3         | Norvegia      | 10 | 3  | 6  | 19  |
| 4         | Austria       | 9  | 10 | 10 | 29  |
| 5         | Russia        | 7  | 9  | 5  | 21  |
| 6         | Canada        | 6  | 4  | 5  | 15  |
| 7         | Svizzera      | 6  | 4  | 2  | 12  |
| 8         | Australia     | 6  | 1  | 0  | 7   |
| 9         | Finlandia     | 4  | 1  | 3  | 8   |
| 10        | Nuova Zelanda | 4  | 0  | 2  | 6   |
| Totale    | Totale        | 79 | 55 | 59 | 193 |